# Ключ 65
Ключ 65 (трад. и упр. 支) — ключ Канси со значением «ветвь»; один из 34, состоящих из четырёх штрихов.
В словаре Канси есть 26 символа (из 49 030), которые можно найти c этим радикалом.

## История
Древняя идеограмма изображала руку с палкой или бревном.
В современном виде означает «подпорка, колонна, столб». Кроме данных значений он используется как «поддерживать, держать, подпирать», «рассчитывать, вычислять, подсчитывать» и др.
В качестве ключевого знака иероглиф употребляется редко.

Вид в Цзянбо
Вид в большой печати Чжуаньшу
Вид в малой печати Чжуаньшу

В словарях находится под номером 65.

## Значение
1. Бамбуковые ветки. Обозначает ветви растений и деревьев.
2. Рассчитывать, вычислять, подсчитывать
3. Моток хлопчатобумажной пряжи
4. Конечности, бедра.
5. Часть аббревиатуры для Земные ветви (кит. 地支, пиньинь dìzhī).
6. Выносить. Проходить. Поддерживать. Забирать. Подпирать

## Варианты прочтения
- кит. 支, пиньинь zhī, джи.
- яп. し, shi, си.
- кор. 지탱할 jitaenghal, джитынхаль?, 지 ji, джи?.

## Примеры иероглифов
| Доп. штрихи | Иероглифы |
| ----------- | --------- |
| 0           | 支        |
| 2           | 攰        |
| 4           | 㩺 𢺹 𢺺  |
| 5           | 攱        |
| 6           | 㩻 㩼     |
| 7           | 㩽        |
| 8           | 㩾 攲     |
| 12          | 攳        |

- Примечание: Ваш браузер может отображать иероглифы неправильно.